# فهرست شهرداران نیویورک سیتی
فهرست شهرداران نیویورک سیتی (انگلیسی: List of mayors of New York City)
شهرداران نیویورک سیتی در سه دوره (۱۸۳۴–۱۶۶۵) - (۱۸۹۷–۱۸۳۴) - (تاکنون-۱۸۹۸) خدمت نموده‌اند

## فهرست
- ۴۶مین - ادوارد لیوینگستون (۱۸۰۱ – ۱۸۰۳)
- ۴۷مین - دوایت کلینتون (۱۸۰۷–۱۸۰۳)
- ۴۹مین - دوایت کلینتون (۱۸۱۰–۱۸۰۸)
- ۵۱مین - دوایت کلینتون (۱۸۱۵–۱۸۱۱)
- ۱۰۵مین - اد کک (۱ ژانویه ۱۹۷۸ – ۳۱ دسامبر ۱۹۸۹)
- ۱۰۶مین - دیوید دینکینس (۱ ژانویه ۱۹۹۰ – ۳۱ دسامبر ۱۹۹۳)
- ۱۰۷مین - رودی جولیانی (۱ ژانویه ۱۹۹۴ – ۳۱ دسامبر ۲۰۰۱)
- ۱۰۸مین - مایکل بلومبرگ (۱ ژانویه ۲۰۰۲ – ۱ ژانویه ۲۰۱۴)
- ۱۰۹مین - بیل ده بلزیو (۱ ژانویه ۲۰۱۴ - ۳۱ دسامبر ۲۰۲۱)
- ۱۱۰مین - اریک آدامز (۱ ژانویه ۲۰۲۲ - اکنون)